# Christian Wollschläger
Christian Wollschläger (* 19. Oktober 1936 in Reichenbach im Eulengebirge; † 20. Dezember 1998 in Bielefeld) war ein deutscher Rechtswissenschaftler, Rechtshistoriker und Hochschullehrer.

## Leben
Wollschläger studierte nach dem Abitur in Braunschweig Rechtswissenschaften an den Universitäten Berlin, Freiburg und Göttingen. In Celle legte er 1960 sein Erstes Juristisches Staatsexamen ab. Dem schloss er ein einjähriges Studium an der University of California, Berkeley an, womit er 1962 den Titel Master of Laws erwarb. Nach dem Zweiten Staatsexamen 1965 begann er eine Tätigkeit als wissenschaftlicher Mitarbeiter von Franz Wieacker an der Universität Göttingen. Dort promovierte Wollschläger 1969 mit einer römisch-rechtlichen Arbeit zum Dr. iur. 1975 schloss er auch sein Habilitationsverfahren ab und erhielt die Venia legendi für die Fächer Römisches Recht, neuere Privatrechtsgeschichte und Privatrechtsdogmatik.
Es folgten zunächst Lehrstuhlvertretungen an den Universitäten Hamburg und Marburg. Zum Februar 1979 trat er an der Universität Bielefeld die Professur auf dem Lehrstuhl für Römisches Recht, Bürgerliches Recht und Privatrechtsgeschichte an, die er bis zu seinem frühen, durch Krankheit verursachten Tod innehatte. Christian Wollschläger war verheiratet und Vater von drei Söhnen.
Wollschläger forschte vor allem entsprechend seiner Venia zum Römischen Recht, zur Privatrechtsgeschichte und zur Privatrechtsdogmatik. So ergründete er bereits in seiner Promotionsschrift die dogmatisch-moralischen Grundsätze der Unmöglichkeit. In weiteren Schriften folgten ähnlich gelagerte Arbeiten zum Mitverschulden des Verletzten und zum Bereicherungsverbot. Darüber hinaus stammen auch Grundsatzwerke zur Geschäftsführung ohne Auftrag von ihm. Jedoch gilt er auch als Begründer der historischen Ziviljustizstatistik als eigenem Forschungsgegenstand und führender Autor seiner Zeit auf diesem Gebiet.

## Werke (Auswahl)
- Die Entstehung der Unmöglichkeitslehre: Zur Dogmengeschichte des Rechts der Leistungsstörungen. Böhlau, Köln 1970 (Dissertation).
- Die Geschäftsführung ohne Auftrag: Theorie und Rechtsprechung. Duncker & Humblot, Berlin 1976, ISBN 978-3-428-03782-7 (Habilitationsschrift).
- Geschäftsführung ohne Auftrag im öffentlichen Recht und Erstattungsanspruch. Duncker & Humblot, Berlin 1977, ISBN 978-3-428-03956-2.